# Campeonato Mundial de Ciclismo en Ruta de 1965
Los Campeonatos del mundo de ciclismo en ruta de 1965 se celebró en la localidad español de Lasarte el 5 de septiembre de 1965.

## Resultados
| Evento                     | Oro                                                                       | Oro            | Plata                                                                                   | Plata | Bronce                                                                    | Bronce      |
| -------------------------- | ------------------------------------------------------------------------- | -------------- | --------------------------------------------------------------------------------------- | ----- | ------------------------------------------------------------------------- | ----------- |
| Pruebas masculinas         |                                                                           |                |                                                                                         |       |                                                                           |             |
| Hombres - carrera en línea | Tom Simpson Reino Unido                                                   | 6 h 39 min 19s | Rudi Altig Alemania Occidental                                                          | m.t.  | Roger Swerts · Bélgica                                                    | + 3 min 40s |
| Contrerreloj por equipos   | Italia · Pietro Guerra · Luciano Dalla Bona · Mino Denti · Giuseppe Soldi | -              | España Ventura Díaz Arrey José Manuel López Rodríguez José Manuel Lasa Domingo Perurena | -     | Francia André Desvages Gerard Swertvaeger Henri Heintz Claude Lechatelier | -           |
| Amateur - carrera en línea | Jacques Botherel Francia                                                  | 4h 12' 52"     | José Manuel Lasa España                                                                 | -     | Battista Monti · Italia                                                   | -           |
| Pruebas femeninas          |                                                                           |                |                                                                                         |       |                                                                           |             |
| Mujeres - carrera en línea | Elisabeth Eichholz República Democrática Alemana                          | 1h 31' 04"     | Yvonne Reynders · Bélgica                                                               | -     | Aino Púronen Unión Soviética                                              | -           |